# Backup (datorprogram)
Backup är ett program från Apple Computer som ingår i tjänsten .Mac. Programmets funktion är säkerhetskopiering.
Senaste version är 3.1